# Ministère de l'Économie et des Finances (Maroc)
Pour les autres articles nationaux ou selon les autres juridictions, voir Ministère de l'Économie et des Finances.
Le Ministère de l'Économie et des Finances est le ministère marocain, chargé de la politique économique et financière du Maroc. La ministre actuelle de l'Economie et des Finances est Mme. Nadia Fettah Alaoui . 
Le siège du ministère est situé à Rabat, au niveau du Boulevard Mohammed V, à proximité immédiate du Palais Royal.

## Attributions
Les principales attributions du ministère sont les suivantes : 
- Analyses et prévisions économiques
- Élaboration du budget
- Gestion du patrimoine et des dettes de l’État.
- Collecte des impôts
- Gestion des réserves en devises du Royaume
- Contrôle, surveillance et audits internes des ministères

## Organisation
Les directions et structures du Ministère sont les suivantes :
- l’Inspection générale des finances ;
- l'Administration des Douanes et Impôts Indirects ;
- la Trésorerie Générale du Royaume ;
- la Direction Générale des Impôts ;
- la Direction du Budget ;
- la Direction du Trésor et des Finances Extérieures ;
- la Direction des Entreprises Publiques et de la Privatisation ;
- la Direction des Domaines de l'État ;
- la Direction des Affaires Administratives et Générales ;
- la Direction des Études et des Prévisions Financières ;
- l'Agence Judiciaire du Royaume.

Le ministère a également sous sa tutelle, les organismes suivant :
- l’Office des Changes ;
- la Caisse marocaine des retraites ;
- la Caisse centrale de garantie .

## Liste des ministres
- 1971 : Mohammed El Mdaghri
- 1981-1986 : Abdellatif Jouahri
- 1986-1994 : Mohamed Berrada
- 1998-2007 : Fathallah Oualalou
- 2007-2012 : Salaheddine Mezouar
- 2012-2013 : Nizar Baraka
- 2013-2018 : Mohamed Boussaïd
- 2018 : Abdelkader Amara (intérim)
- 2018-2021 : Mohamed Benchaâboun
- Depuis 2021 : Nadia Fettah Alaoui